# Helina longicornis
Helina longicornis är en tvåvingeart som först beskrevs av Zetterstedt 1838.  Helina longicornis ingår i släktet Helina och familjen husflugor. Arten är reproducerande i Sverige. Inga underarter finns listade i Catalogue of Life.